# Marbre (metrologia)
El marbre és un instrument elemental de verificació utilitzat en el control de superfícies planes.

## Verificació d'una superfície plana per mitjà del marbre
En aquesta verificació s'aplica el principi geomètric que diu:
Dues superfícies planes superposades coincideixen, per tant, tots els punts d'una pertanyen a l'altra.
La verificació d'una superfície plana per mitjà del marbre es realitza pel mètode del pintat. Consisteix a pintar degudament el marbre, que és la superfície plana de referència. En lliscar sobre la superfície la cara de la peça a verificar, aquesta es tacarà de colorant: si la cara queda tacada de manera uniforme, es diu que la superfície verificada és plana.

## El marbre
En tecnologia es diu marbre a un bloc de fosa amb una superfície plana que constitueix una superfície de referència. La part inferior del marbre està constituïda per una sèrie de nervis per evitar la deformació de l'esmentada superfície de referència. El marbre es recolza generalment sobre tres punts perquè el suport sigui perfecte sobre qualsevol banc de treball.
El colorant emprat sol ser Blau de Prússia o Mini amb oli.

## Ús del marbre
- El marbre i la superfície a verificar han d'estar nets
- El colorant ha d'estar estès uniformement i s'ha de posar una capa molt prima. El gruix del colorant no sol arribar a la centèsima de mil·límetre
- El fregament de la peça sobre el marbre s'ha de fer amb una lleugera pressió
- Els moviments s'han de fer seguint diverses direccions
- La durada del fregament ha de ser molt curta
- La superfície de referència ha de ser sempre major que la superfície a verificar
- Abans de controlar amb el marbre cal comprovar si els defectes de planitud són grans, per a això s'utilitza un regle